# Фурка (базисный тоннель)

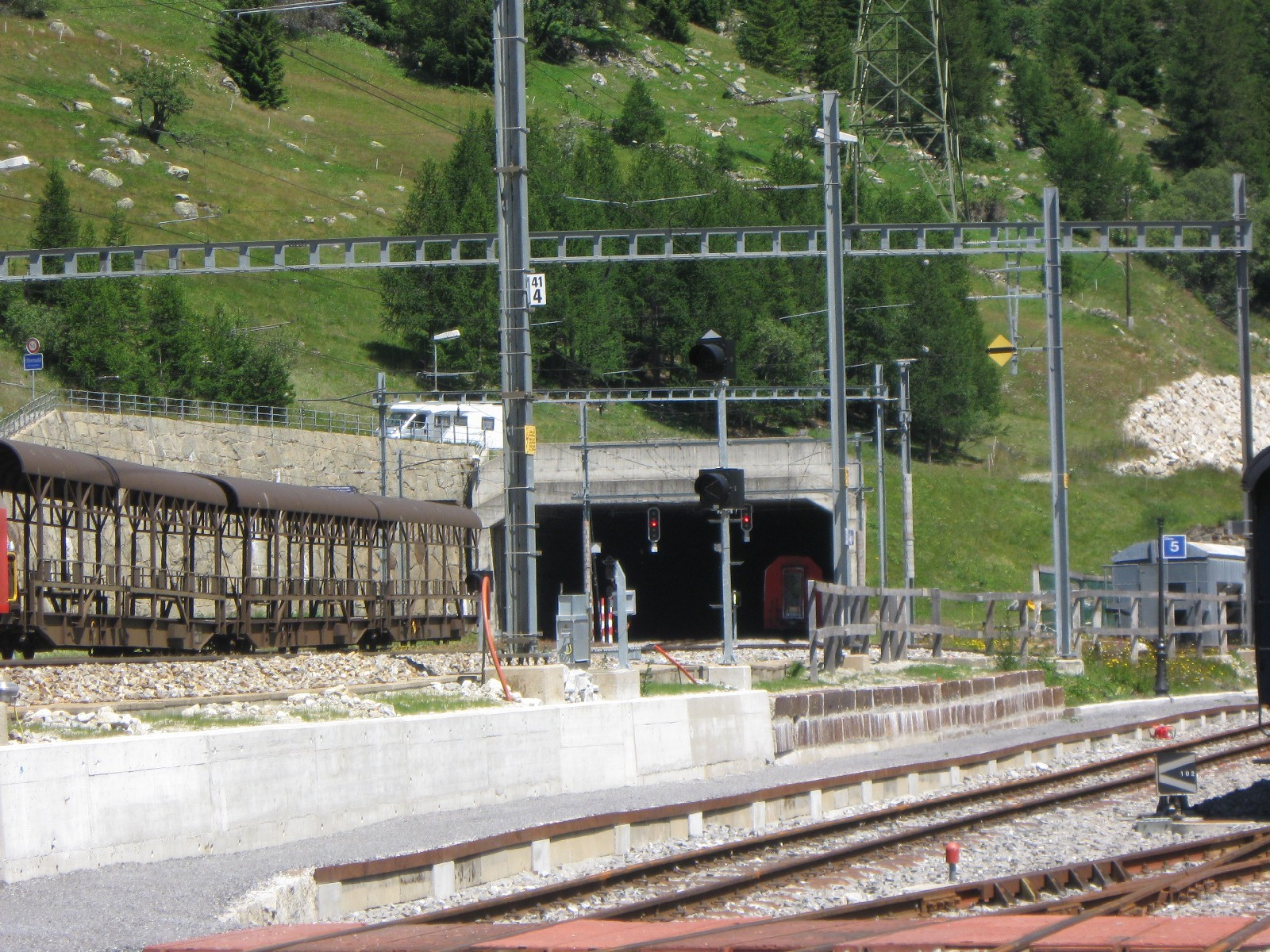
Портал обходного туннеля в Обервальде; портал базисного туннеля в одном километре дальше

Базисный туннель Фурка (нем. Furka-Basistunnel) — железнодорожный тоннель в южной Швейцарии длинной 15 407 метров, открытый в 1982 году. Соединяет Реальп, (1538 м над уровнем моря) в кантоне Ури и Обервальд, (1369 метра над уровнем моря) в кантоне Вале. Тоннель заменил предыдущий путь, который поднимался на высоту 2160 м над уровнем моря, что позволило открыть круглогодичное движение на линии.
Туннель однопутный и имеет два автоматических разъезда. Он пересекает по широкой дуге на крайнем юге Пиццо Ротондо, в честь которой назван один из разъездов.
На западной стороне, в Обервальде, портал базисного тоннеля находится в километре к востоку от станции. Подключение к существующему маршруту проходит по мосту через русло Goneri, затем через Рону, и по объездному тоннелю (длиной 673 м), который заканчивается непосредственно на станции Обервальд.

#### История

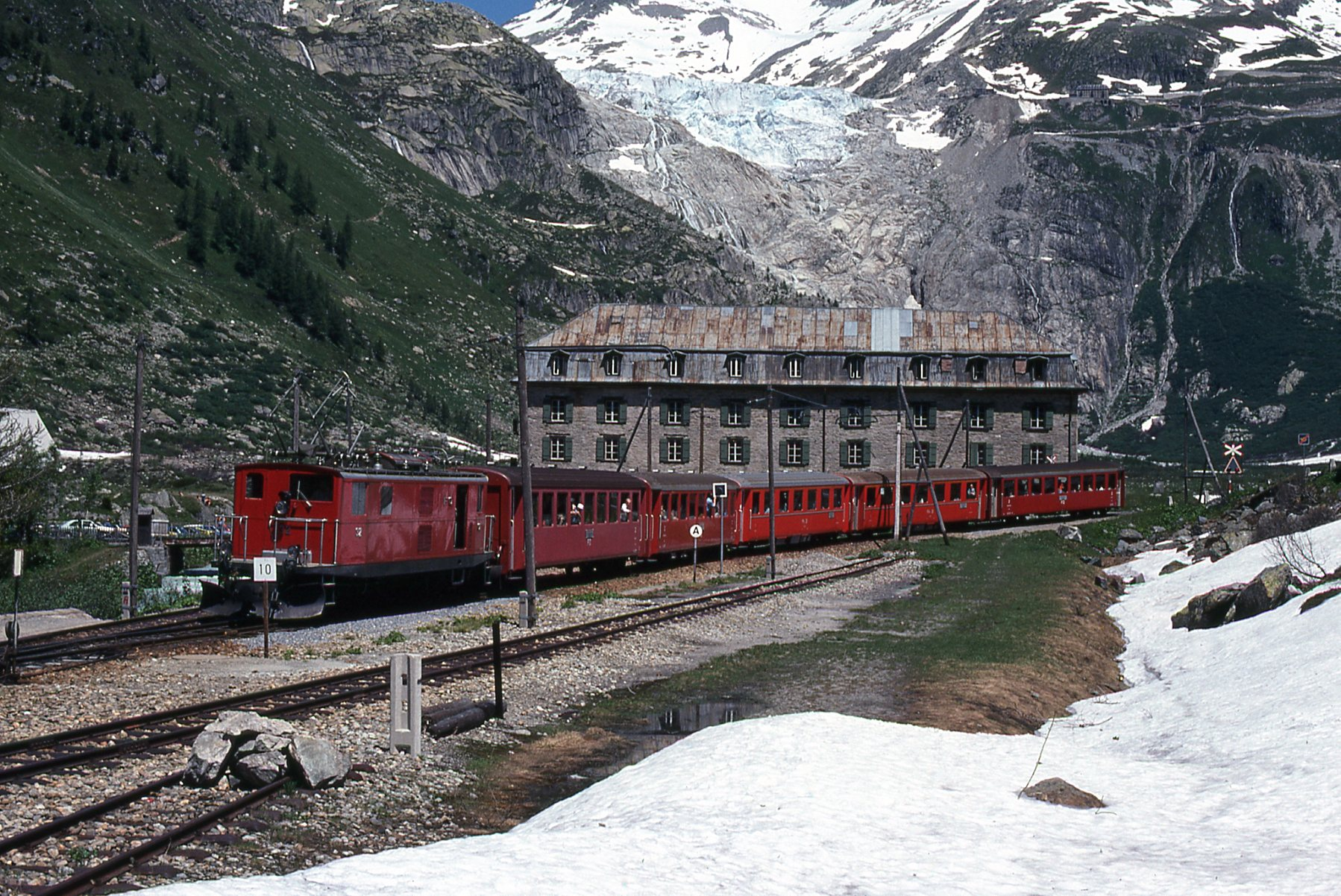
Поезд на старой горной дороге в Gletsch, 1980 г

До открытия базисного тоннеля дорога была закрыта в течение зимних месяцев из-за сильного снегопада и большие участки электрических линий должны были быть демонтированы. В 1976 году парламент Швейцарии принял законопроект для строительства туннеля, под руководством Роджера Бонвэна, с первоначальной оценкой стоимости — 76 млн франков.
Затраты на строительство быстро выросли в связи со сложными геологическими условиями и в конце концов превысили 300 млн франков. Политическая борьба, окружающая перерасход, внесла свой вклад в ухудшение здоровье Роджера Бонвэна к концу проекта, и он умер незадолго до открытия в 1982 году. Мемориальная доска Роджеру Бонвэну установлена у входа в базисный туннель в Обервальде.
Было намерение реализовать в середине туннеля поворот в сторону Тичино, через так называемое окно Bedretto, однако существующий 5.2-километровый строительный тоннель так никогда и не был разработан для работы поездов, в основном по финансовым причинам.
В первый год работы через туннель было перевезено более 75 000 легковых автомобилей, грузовиков и автобусов. В зимний лыжный сезон трафик в туннеле последовательно приближается к максимальной емкости.